# Зульц (Аргау)
Зульц (нем. Sulz) — населённый пункт в Швейцарии, входит в состав коммуны Лауфенбург округа Лауфенбург в кантоне Аргау.
Население составляет 1152 человека (на 31 декабря 2007 года). Официальный код — 4178.
До 2009 года был самостоятельной коммуной. С 1 января 2010 года присоединён к коммуне Лауфенбург.